# Prisoners (2013)
Prisoners is een Amerikaanse misdaadthriller uit 2013 onder regie van Denis Villeneuve. De film ging op 30 augustus in première op het filmfestival van Telluride. De productie werd genomineerd voor meer dan 25 prijzen, waaronder de Academy Award voor beste cinematografie. Prisoners kreeg meer dan tien andere prijzen daadwerkelijk toegekend, waaronder de Saturn Award voor beste grime en de National Board of Review Award voor het beste ensemble acteurs.

## Verhaal
De families Dover en Birch vieren samen Thanksgiving bij de familie Birch thuis. Wanneer de vier kinderen van de gezinnen even buitenspelen, zien ze een verlaten camper langs de weg staan. Anna klimt op de auto, maar haar oudere broer Ralph haalt haar er vanaf. Wanneer ze geluid horen vanuit de camper, gaan ze naar huis om problemen te voorkomen.
Anna en Joy vervelen zich en gaan op weg naar het huis van de Dovers om daar iets op te halen. De meisjes komen alleen niet meer terug. Een zoektocht op straat en in de buurt levert ook niets op. Nadat Ralph zijn vader Keller vertelt over de camper, schakelt die de politie in. Rechercheur Loki en zijn mannen traceren de camper, maar vinden geen spoor van de meisjes. Ze nemen chauffeur Alex Jones mee als verdachte, maar zonder bewijs kunnen ze hem maximaal 48 uur vasthouden. Daarbij heeft Alex de geestelijke capaciteiten van een tienjarige en is hij weinig spraakzaam. Hij vertelt de agenten niets dat bewijst dat hij de dader is.
Wanneer Alex wordt vrijgelaten, valt Keller hem op straat aan. Terwijl hij wordt weggetrokken, hoort hij Alex zeggen Ze huilden niet, totdat ik ze achterliet. Keller is echter de enige die dit heeft gehoord. Loki kan niks met deze informatie zonder verdere getuigen. Hierdoor gaat Keller in het geheim zelf tot actie over. Hij bespioneert Alex wanneer die de hond gaat uitlaten en hoort hem een parodie op het liedje Jingle Bells zingen, wat zijn dochter ook deed op de avond dat ze verdween. Keller ontvoert daarop Alex en sluit hem op in een bouwval die hij van zijn vader heeft geërfd. Terwijl Loki via de reguliere weg zijn best doet om de meisjes te vinden, probeert Keller zijn gevangene te dwingen tot een verklaring over waar zijn dochter is. Hiervoor gaat geen middel hem te ver.

## Rolverdeling
| Acteur             | Personage                    |
| ------------------ | ---------------------------- |
| Hugh Jackman       | Keller Dover                 |
| Jake Gyllenhaal    | Rechercheur Loki             |
| Viola Davis        | Nancy Birch                  |
| Maria Bello        | Grace Dover                  |
| Terrence Howard    | Franklin Birch               |
| Melissa Leo        | Holly Jones                  |
| Paul Dano          | Alex Jones                   |
| Dylan Minnette     | Ralph Dover                  |
| Zoë Soul           | Eliza Birch                  |
| Erin Gerasimovich  | Anna Dover                   |
| Kyla Drew Simmons  | Joy Birch                    |
| Wayne Duvall       | Commissaris Richard O'Malley |
| Len Cariou         | Pastoor Patrick Dunn         |
| David Dastmalchian | Bob Taylor                   |
| Brad James         | Officier Carter              |